# Ziroudani
Ziroudani är en ort i Komorerna.   Den ligger i distriktet Moheli, i den västra delen av landet, 90 km sydost om huvudstaden Moroni. Ziroudani ligger 268 meter över havet och antalet invånare är 1 197. Den ligger på ön Mohéli.
Terrängen runt Ziroudani är kuperad åt sydväst, men åt nordost är den platt. Havet är nära Ziroudani åt nordost.  Närmaste större samhälle är Fomboni, 7,0 km nordväst om Ziroudani. 